# Костянтинівка (Єдинецький район)
Костянтинівка (рум. Constantinovca) — село в Єдинецькому районі Молдови. Адміністративний центр однойменної комуни, до складу якої також входить село Якімень. У минулому — єврейська землеробська колонія.
Більшість населення — українці. Згідно з даними перепису 2004 року, кількість українців — 472 особи (80 %).